# Ronnie Brown
Ronnie G. Brown Jr. (født 12. december 1981 i Rome, Georgia, USA) er en amerikansk footballspiller, (running back, der i øjeblikket er free agent. Han har tidligere spillet i NFL for Miami Dolphins, Philadelphia Eagles og San Diego Chargers.

## Klubber
- Miami Dolphins (2005–2010)
- Philadelphia Eagles (2011)
- San Diego Chargers (2012–2013)